# Dustin Poirier
Dustin Glenn Poirier (* 19. ledna 1989) je americký profesionální zápasník smíšených bojových umění. Zápasí v organizaci Ultimate Fighting Championship (UFC), kde je bývalým držitelem titulu UFC Lightweight Championship.

## Mládí
Narodil se v Lafayette ve státě Louisiana a je cajunského původu. Krátce navštěvoval střední školu Northside High School. V deváté třídě z ní odešel, protože se opakovaně dostával do pouličních rvaček.

## Kariéra
S MMA začal v roce 2009. Zápasil převážně v jeho rodilé Lousianě.
V roce 2010 zažil debut ve společnosti World Extreme Cagefighting.
Ve společnosti dlouho nezůstal a ten samý rok odešel do známé americké společnosti Ultimate Fighting Championship.
Svůj nejznámější zápas zažil v dubnu 2019, kdy porazil šampiona Maxe Hollowaye a získal tak UFC Featherweight Championship. O titul přišel v září téhož roku.
O titul usiloval ještě několikrát, pokaždé ale neúspěšně.

## Osobní život
V roce 2016 se mu narodilo první dítě.
Má velkou zálibu v tetováních. První si nechal udělat ve čtrnácti letech.
Kromě sportu se také často věnuje charitativním akcím.

## MMA výsledky
| Výsledky     | Rekord    | Soupeř                | Metoda                | Událost                                                  | Datum              | Kolo | Čas  | Lokace                              |
| ------------ | --------- | --------------------- | --------------------- | -------------------------------------------------------- | ------------------ | ---- | ---- | ----------------------------------- |
| Prohra       | 30-10 (1) | Max Holloway          | Rozhodnutí rozhodčích | UFC 318                                                  | 19. července 2025  | 5    | 5:00 | New Orleans, Louisiana, USA         |
| Prohra       | 30–9 (1)  | Islam Makhachev       | Submise               | UFC 302                                                  | 1. června 2024     | 5    | 2:42 | Newark, New Jersey, USA             |
| Výhra        | 30–8 (1)  | Benoît Saint Denis    | KO                    | UFC 299                                                  | 9. března 2024     | 2    | 2:32 | Miami, Florida, USA                 |
| Prohra       | 29–8 (1)  | Justin Gaethje        | KO                    | UFC 291                                                  | 29. července 2023  | 2    | 1:00 | Salt Lake City, Utah, USA           |
| Výhra        | 29–7 (1)  | Michael Chandler      | Submise               | UFC 281                                                  | 12. listopadu 2022 | 3    | 2:00 | New York City, New York, USA        |
| Prohra       | 28–7 (1)  | Charles Oliveira      | Submise               | UFC 269                                                  | 11. prosince 2021  | 3    | 1:02 | Las Vegas, Nevada, USA              |
| Výhra        | 28–6 (1)  | Conor McGregor        | TKO                   | UFC 264                                                  | 10. července 2021  | 1    | 5:00 | Las Vegas, Nevada, USA              |
| Výhra        | 27–6 (1)  | Conor McGregor        | TKO                   | UFC 257                                                  | 24. ledna 2021     | 2    | 2:32 | Abu Dhabi, Spojené arabské emiráty  |
| Výhra        | 26–6 (1)  | Dan Hooker            | Rozhodnutí rozhodčích | UFC on ESPN: Poirier vs. Hooker                          | 27. června 2020    | 5    | 5:00 | Las Vegas, Nevada, USA              |
| Prohra       | 25–6 (1)  | Khabib Nurmagomedov   | Submise               | UFC 242                                                  | 7. září 2019       | 3    | 2:06 | Abu Dhabi, Spojené arabské emiráty  |
| Výhra        | 25–5 (1)  | Max Holloway          | Rozhodnutí rozhodčích | UFC 236                                                  | 13. dubna 2019     | 5    | 5:00 | Atlanta, Georgia, USA               |
| Výhra        | 24–5 (1)  | Eddie Alvarez         | TKO                   | UFC on Fox: Alvarez vs. Poirier 2                        | 28. července 2018  | 2    | 4:05 | Calgary, Alberta, Kanada            |
| Výhra        | 23–5 (1)  | Justin Gaethje        | TKO                   | UFC on Fox: Poirier vs. Gaethje                          | 14. dubna 2018     | 4    | 0:33 | Glendale, Arizona, USA              |
| Výhra        | 22–5 (1)  | Anthony Pettis        | Submise               | UFC Fight Night: Poirier vs. Pettis                      | 11. listopadu 2017 | 3    | 2:08 | Norfolk, Virginia, USA              |
| Diskvalikace | 21–5 (1)  | Eddie Alvarez         | Diskvalikace          | UFC 211                                                  | 13. května 2017    | 2    | 4:12 | Dallas, Texas, USA                  |
| Výhra        | 21–5      | Jim Miller            | Rozhodnutí rozhodčích | UFC 208                                                  | 11. února 2017     | 3    | 5:00 | Brooklyn, New York, USA             |
| Prohra       | 20–5      | Michael Johnson       | KO                    | UFC Fight Night: Poirier vs. Johnson                     | 17. září 2016      | 1    | 1:35 | Hidalgo, Texas, USA                 |
| Výhra        | 20–4      | Bobby Green           | KO                    | UFC 199                                                  | 4. června 2016     | 1    | 2:53 | Inglewood, Kalifornie, USA          |
| Výhra        | 19–4      | Joseph Duffy          | Rozhodnutí rozhodčích | UFC 195                                                  | 2. ledna 2016      | 3    | 5:00 | Las Vegas, Nevada, USA              |
| Výhra        | 18–4      | Yancy Medeiros        | TKO                   | UFC Fight Night: Boetsch vs. Henderson                   | 6. června 2015     | 1    | 2:38 | New Orleans, Louisiana, USA         |
| Výhra        | 17–4      | Carlos Diego Ferreira | KO                    | UFC Fight Night: Mendes vs. Lamas                        | 4. dubna 2015      | 1    | 3:45 | Fairfax, Virginia, USA              |
| Prohra       | 16–4      | Conor McGregor        | TKO                   | UFC 178                                                  | 27. září 2014      | 1    | 1:46 | Las Vegas, Nevada, USA              |
| Výhra        | 16–3      | Akira Corassani       | TKO                   | The Ultimate Fighter Nations Finale: Bisping vs. Kennedy | 16. dubna 2014     | 2    | 0:42 | Quebec City, Quebec, Kanada         |
| Výhra        | 15–3      | Diego Brandão         | KO                    | UFC 168                                                  | 28. prosince 2013  | 1    | 4:54 | Las Vegas, Nevada, USA              |
| Výhra        | 14–3      | Erik Koch             | Rozhodnutí rozhodčích | UFC 164                                                  | 31. srpna 2013     | 3    | 5:00 | Milwaukee, Wisconsin, USA           |
| Prohra       | 13–3      | Cub Swanson           | Rozhodnutí rozhodčích | UFC on Fuel TV: Barão vs. McDonald                       | 16. února 2013     | 3    | 5:00 | London, England                     |
| Výhra        | 13–2      | Jonathan Brookins     | Submise               | The Ultimate Fighter: Team Carwin vs. Team Nelson Finale | 15. prosince 2012  | 1    | 4:15 | Las Vegas, Nevada, USA              |
| Prohra       | 12–2      | Jung Chan-sung        | Submise               | UFC on Fuel TV: The Korean Zombie vs. Poirier            | 15. května 2012    | 4    | 1:07 | Fairfax, Virginia, USA              |
| Výhra        | 12–1      | Max Holloway          | Submise               | UFC 143                                                  | 4. února 2012      | 1    | 3:23 | Las Vegas, Nevada, USA              |
| Výhra        | 11–1      | Pablo Garza           | Submise               | UFC on Fox: Velasquez vs. dos Santos                     | 12. listopadu 2011 | 2    | 1:32 | Anaheim, Kalifornie, USA            |
| Výhra        | 10–1      | Jason Young           | Rozhodnutí rozhodčích | UFC 131                                                  | 11. června 2011    | 3    | 5:00 | Vancouver, British Columbia, Kanada |
| Výhra        | 9–1       | Josh Grispi           | Rozhodnutí rozhodčích | UFC 125                                                  | 1. ledna 2011      | 3    | 5:00 | Las Vegas, Nevada, USA              |
| Výhra        | 8–1       | Zach Micklewright     | TKO                   | WEC 52                                                   | 11. listopadu 2010 | 1    | 0:53 | Las Vegas, Nevada, USA              |
| Prohra       | 7–1       | Danny Castillo        | Rozhodnutí rozhodčích | WEC 50                                                   | 18. srpna 2010     | 3    | 5:00 | Las Vegas, Nevada, USA              |
| Výhra        | 7–0       | Derek Gauthier        | KO                    | Ringside MMA 7: No Escape                                | 18. června 2010    | 1    | 0:57 | Montreal, Quebec, Kanada            |
| Výhra        | 6–0       | Derrick Krantz        | Submise               | USA MMA 11: Night of Champions 2                         | 6. března 2010     | 2    | 3:35 | Lafayette, Louisiana, USA           |
| Výhra        | 5–0       | Ronny Lis             | Submise               | USA MMA 10: Border War 2                                 | 13. listopadu 2009 | 1    | 0:51 | Lake Charles, Louisiana, USA        |
| Výhra        | 4–0       | Daniel Watts          | KO                    | Bang Fighting Championships                              | 31. října 2009     | 1    | 1:26 | Greenville, Mississippi, USA        |
| Výhra        | 3–0       | Joe Torrez            | KO                    | USA MMA 8: Natural Disaster 3                            | 1. srpna 2009      | 1    | 2:37 | New Iberia, Louisiana, USA          |
| Výhra        | 2–0       | Nate Jolly            | Submise               | Cajun Fighting Championships                             | 26. června 2009    | 2    | 3:54 | New Iberia, Louisiana, USA          |
| Výhra        | 1–0       | Aaron Suarez          | KO                    | USA MMA 7: River City Rampage                            | 16. května 2009    | 1    | 1:19 | Shreveport, Louisiana, USA          |